# Earl of Carnwath
Earl of Carnwarth war ein erblicher britischer Adelstitel in der Peerage of Scotland, benannt nach dem Ort Carnwath in Lanarkshire.

## Verleihungen
Der Titel wurde am 21. April 1639 für Robert Dalzell, 2. Lord Dalzell, geschaffen. Zusammen mit der Earlswürde wurden ihm der nachgeordnete Titel Lord Dalzell and Liberton verliehen. Bereits 1635/36 hatte er von seinem Vater den Titel Lord Dalzell geerbt, der diesem am 18. September 1628 verliehen worden war. Beim Tod des 4. Earls, 1702, fielen die Titel an dessen Neffen dritten Grades Sir Robert Dalzell, 3. Baronet als 5. Earl. Dieser bereits 1689 den Titel Baronet, of Glenae in the County of Dumfries, der am 11. April 1666 in der Baronetage of Nova Scotia dessen Großvater, einem Bruder des 1. Earls, verliehen worden war. Ebendieser 5. Earl beteiligte sich am Jakobitenaufstand von 1715 und wurde deshalb geächtet (Bill of Attainder) und bekam seine Titel aberkannt. Seinem Enkel, Robert Dalzell, wurden die Titel am 26. Mai 1826 durch Act of Parliament wiederhergestellt. Die Titel erloschen schließlich beim Tod von dessen Nachfahren dem 13. Earl am 9. März 1941.

## Liste der Lords Dalzell und Earls of Carnwarth

### Lords Dalzell (1628)
- Robert Dalzell, 1. Lord Dalzell († 1635/36)
- Robert Dalzell, 2. Lord Dalzell (1611–1654) (1639 zum Earl of Carnwath erhoben)

### Earls of Carnwath (1639)
- Robert Dalzell, 1. Earl of Carnwath (1611–1654)
- Gavin Dalzell, 2. Earl of Carnwath (1627–1674)
- James Dalzell, 3. Earl of Carnwath (1648–1683)
- John Dalzell, 4. Earl of Carnwath (1649–1702)
- Robert Dalzell, 5. Earl of Carnwath (1687–1737) (Titel verwirkt 1716)
- Robert Dalzell, 6. Earl of Carnwath (1768–1839) (Titel wiederhergestellt 1826)
- Thomas Dalzell, 7. Earl of Carnwath (1797–1867)
- Henry Dalzell, 8. Earl of Carnwath (1858–1873)
- Arthur Dalzell, 9. Earl of Carnwath (1799–1875)
- Harry Dalzell, 10. Earl of Carnwath (1804–1887)
- Robert Dalzell, 11. Earl of Carnwath (1847–1910)
- Ronald Dalzell, 12. Earl of Carnwath (1883–1931)
- Arthur Dalzell, 13. Earl of Carnwath (1851–1941)